# Stazione di Imamiyaebisu
La stazione di Imamiyaebisu (今宮戎駅?, Imamiyaebisu-eki) è una stazione ferroviaria delle Ferrovie Nankai situata nel quartiere di Nishinari-ku, a sud della città di Osaka. La stazione è servita dalle linee Kōya e principale Nankai delle ferrovie Nankai, ma nessun treno, nemmeno i locali, della linea principale Nankai ferma.

## Linee e servizi

### Treni
Ferrovie Nankai
● Linea Nankai Kōya
 Linea principale Nankai

### Metropolitane
Metropolitana di Osaka
 Linea Sakaisuji

## Struttura
La stazione è dotata di un marciapiede a isola centrale servente due binari, appartenenti all'infrastruttura della linea principale Nankai, ma di fatto utilizzati solo dai treni della linea Kōya.
| 1 | ● Linea Kōya | per Nakamozu (servizio diretto via Ferrovia Rapida Semboku fino a Izumi-Chūō), Kawachinagano, Hashimoto e Kōyasan |
| 2 | ● Linea Kōya | per Namba |

## Stazioni adiacenti
| «                             | Servizio          | »                 |
| Linea Nankai Kōya             | Linea Nankai Kōya | Linea Nankai Kōya |
| ----------------------------- | ----------------- | ----------------- |
| Namba                         | Locale            | Haginochaya       |
| Tutti gli altri treni passano |                   |                   |
| Linea Nankai principale       |                   |                   |
| Tutti i treni passano         |                   |                   |